# José Tomás Argomedo González
José Tomás Argomedo González (Curicó, 18 de septiembre de 1804-Concepción, 19 de diciembre de 1869) fue un abogado y político chileno, diputado por San Fernando y Colchagua.

## Primeros años de vida
Fue hijo de José Gregorio Argomedo y de María Cruz González Zúñiga.
En los registros del Instituto Nacional, figura como alumno y que su primer nombramiento oficial como profesor de gramática castellana fue en 1825; fue nombrado profesor de filosofía en 1826. Se distinguió por sus dotes de catedrático y maestro de la juventud.

### Matrimonios e hijos
Contrajo matrimonio por primera vez con Tadea Lira Argomedo, hija de José Santos Lira Contreras y de Leonarda Argomedo Montero, con quien tuvo dos hijos. Después con Isabel Margarita Urzúa Rodríguez, con quien tuvo diez hijos.

## Vida pública
Colaboró en dos diarios "El Clamor del Pueblo" y en "La Clave" en 1827. Firmó la Constitución Política de la República de Chile de 1828, como diputado por San Fernando.
Diputado suplente por Chimbarongo, electo el 29 de agosto de 1827; en las Asambleas Provinciales de 1826, Asamblea Provincial de Colchagua, 7 de diciembre de 1826 - enero de 1828; fue secretario de la Asamblea, el 2 de noviembre de 1827.
Diputado propietario por Colchagua, en el Congreso General Constituyente de 1828, 25 de febrero - 7 de agosto de 1828.
Diputado por Colchagua, en el I Congreso Nacional, 6 de agosto de 1828 - 31 de enero de 1829. Integró la Comisión Permanente de Justicia.
Diputado por San Fernando, en las Asambleas Provinciales de 1829, Asamblea Provincial de Colchagua, 31 de mayo de 1829-(?). Fue secretario de la Asamblea, junio de 1829.
Diputado por San Fernando, en el II Congreso Nacional 1829, 1 de agosto - 6 de noviembre de 1829. Fue diputado reemplazante en la Comisión Permanente Calificadora de Poderes.
En 1831 se trasladó a Concepción y ejerció la profesión de abogado. Le tocó ganar un valioso juicio del ingeniero Pascual Binimelis. Falleció en Concepción, el 19 de diciembre de 1869.